# Honda Accord 2. Generation
Der Honda Accord ist ein Mittelklasse PKW des japanischen Automobilherstellers Honda. Die zweite Generation dieses erfolgreichen Fahrzeugs erschien im Herbst 1981 auf dem deutschen Markt und wurde bis Ende 1985 vertrieben.

## Übersicht
Das Konzept des Accord blieb unverändert. Die Abmessungen wurden vergrößert und das Fahrzeug entsprechend komfortabler. Zeitgleich mit dem Fließheck-Modell erschien auch die Limousine.
Die Motoren wurden zunächst vom Vorgänger übernommen. In Japan standen von Anfang an zwei Motoren zur Auswahl: einer mit 1,6 l Hubraum und einer mit 1,8 l. In den USA und den arabischen Ländern gab es nur die Variante mit 1,8 l und sonst nur die 1,6-l-Maschine. In Japan und den USA wurden wegen der Abgasvorschriften die CVCC-Varianten der Motoren eingesetzt. Kombiniert wurden diese Motoren entweder mit einem manuellen Fünfgang-Getriebe oder mit der dreistufigen Hondamatic.
Der Accord war (zusammen mit dem Honda Vigor) das erste Honda-Fahrzeug mit dem electro Gyrocator, das weltweit erste für PKWs verfügbare (Trägheits)-Navigationssystem.
Nachdem ab Herbst 1983 wegen geänderter Abgasnormen neue Motoren mit Dreiventil-Technik eingebaut wurden, nahm Honda dies zum Anlass, einige weitere Änderungen vorzunehmen. So erhielt der Accord unter anderem eine geglättete Frontpartie und das Automatikgetriebe eine vierte Stufe. Auf dem japanischen Markt wurde außerdem ein technisch identisches Modell mit luxuriöser Ausstattung, der Vigor, angeboten.

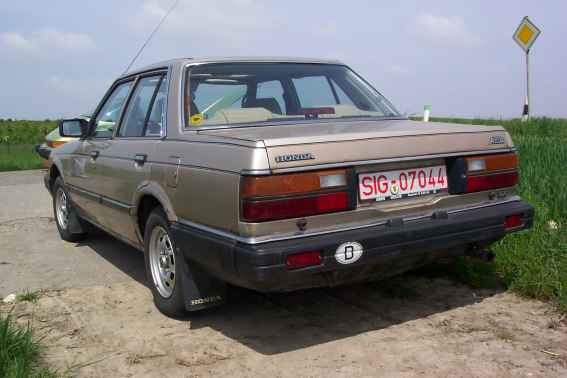
Heckansicht
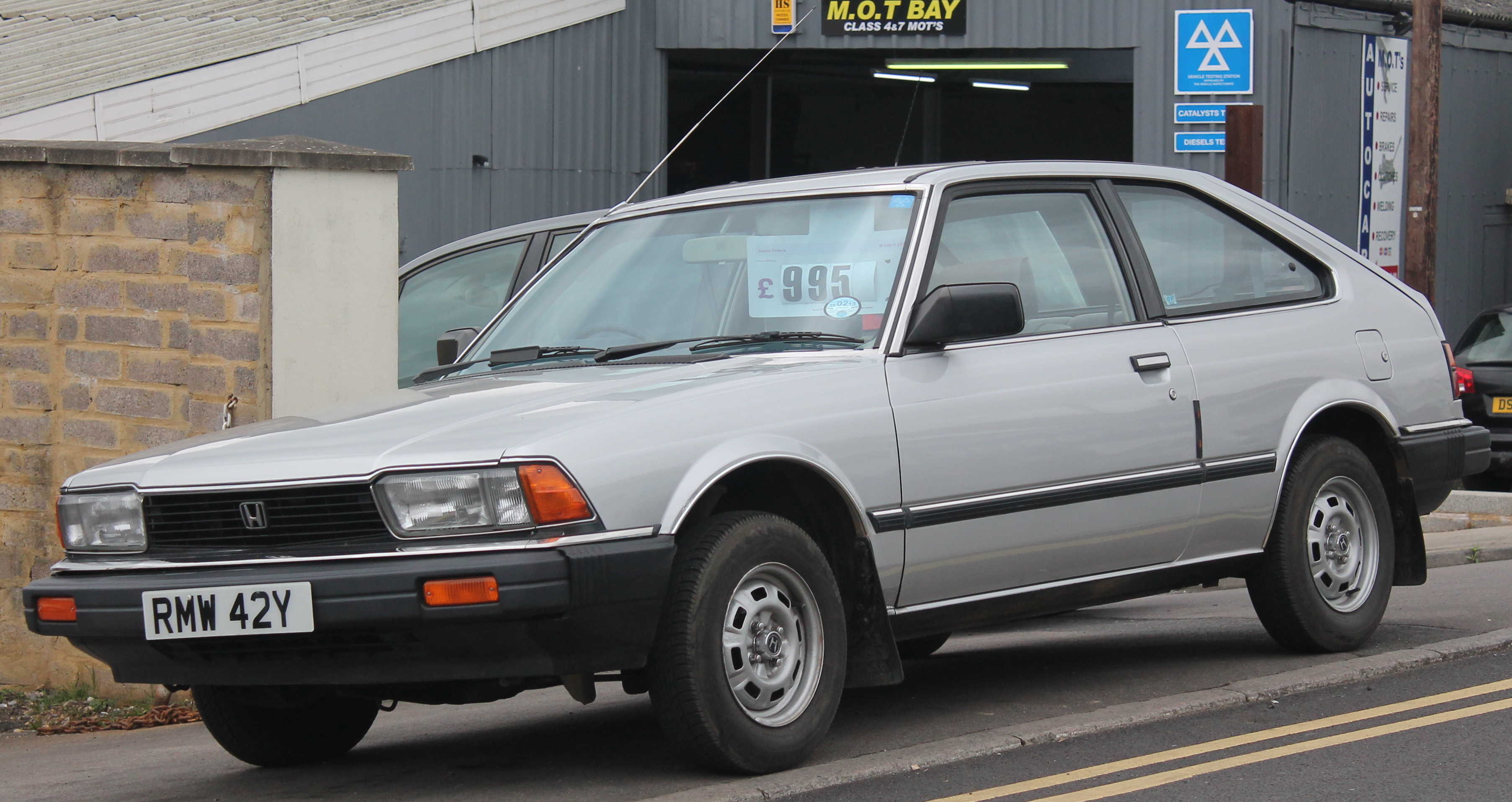
Honda Accord Fließheck (1981–1985)
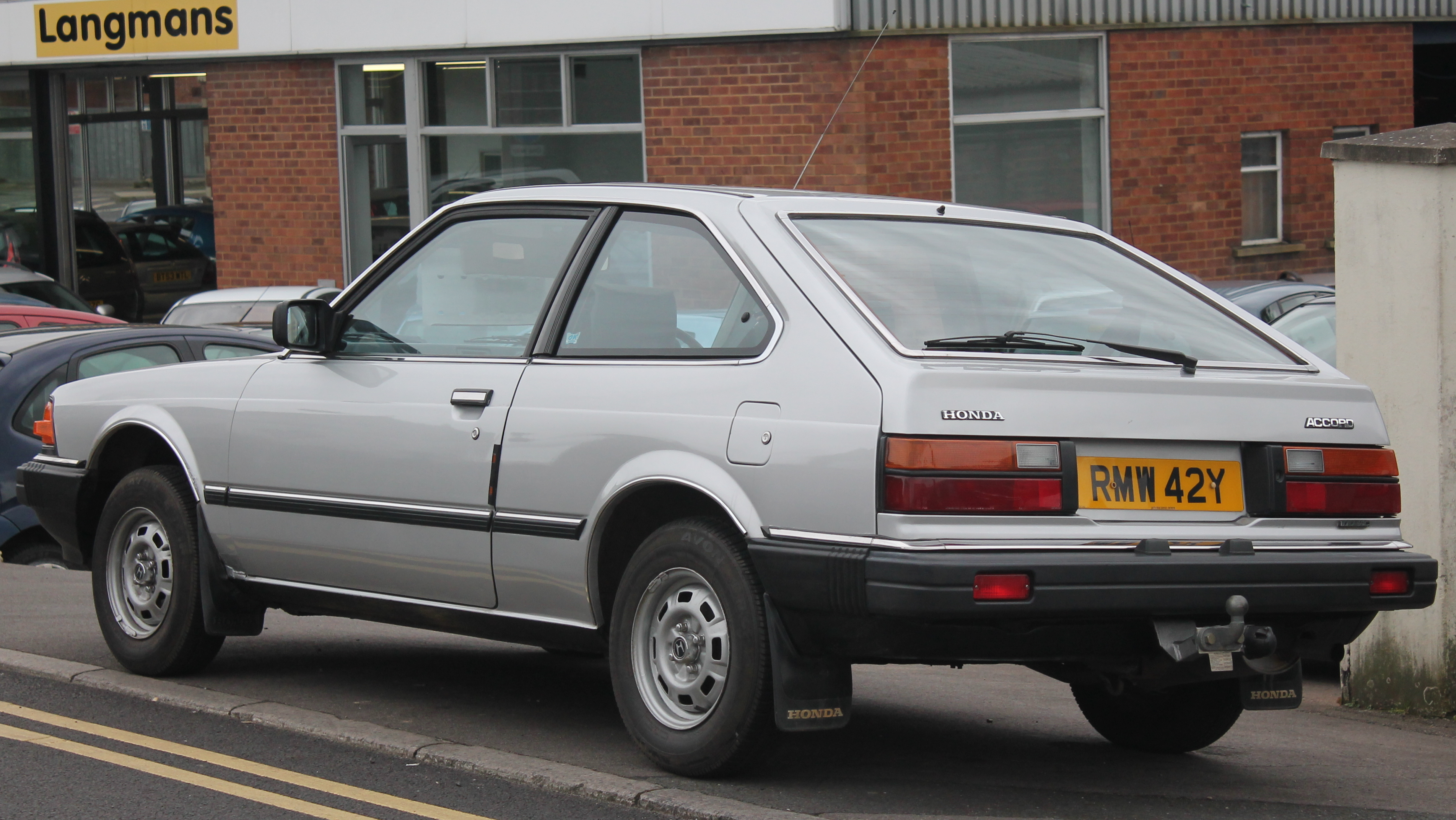
Heckansicht
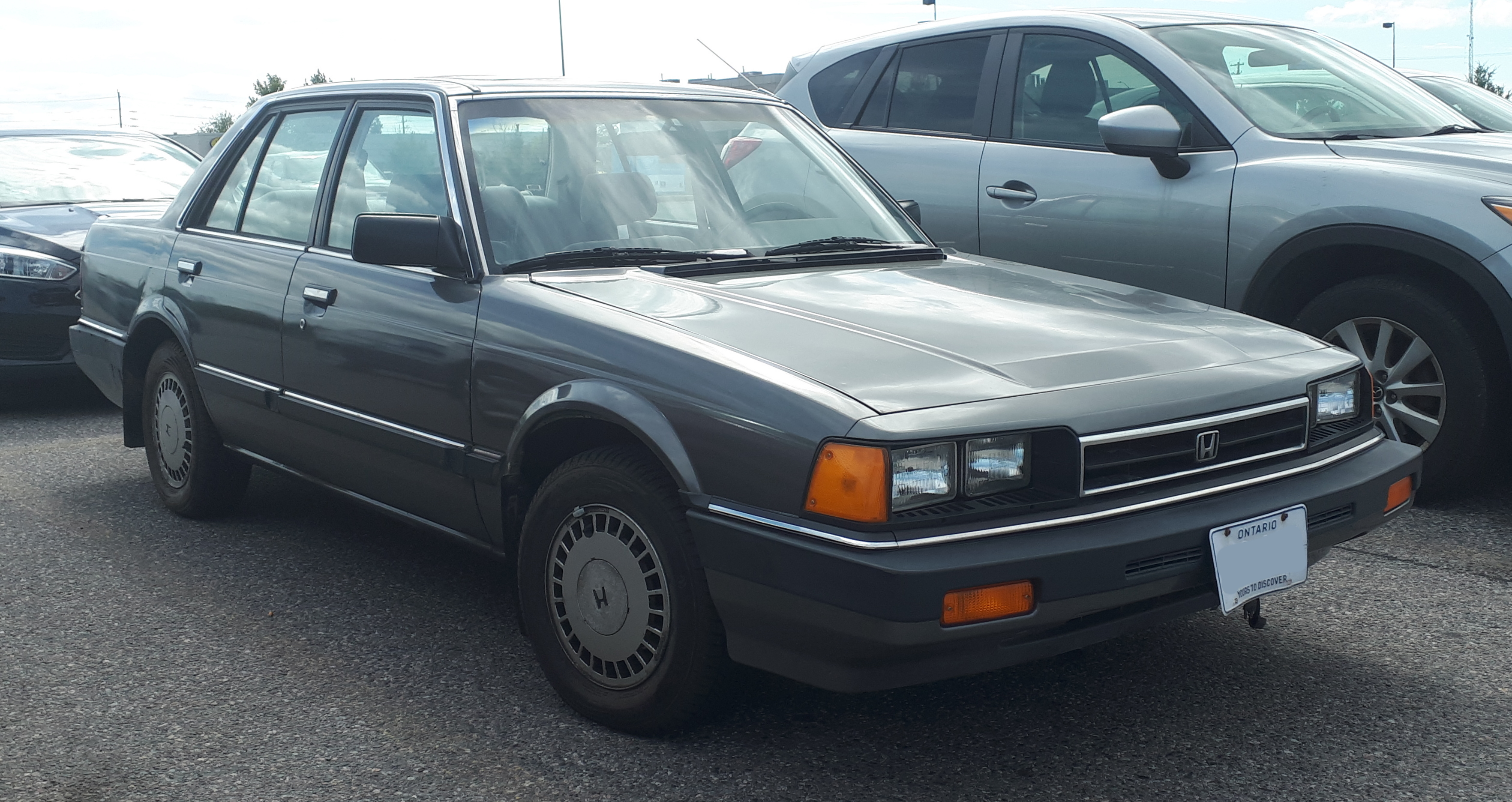
US-Modell
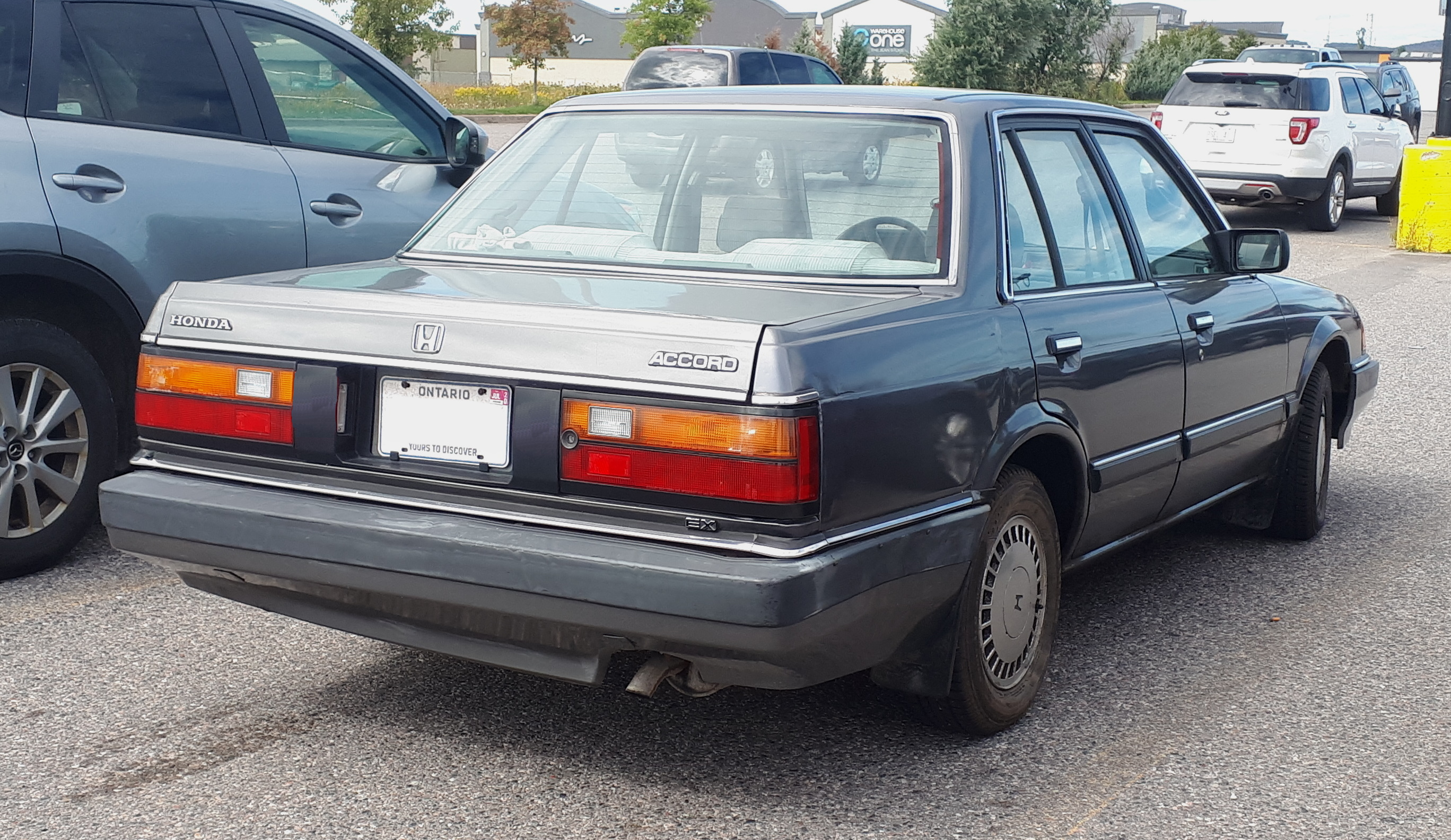
Heckansicht

## Modelle
| Baujahr   | Modellcode | Variante   | Hubraum  | Leistung kW (PS) | Verkaufsland                   | Anmerkung(en) |
| --------- | ---------- | ---------- | -------- | ---------------- | ------------------------------ | ------------- |
| 1981–1983 | SY         | Stufenheck | 1590 cm³ | 59 (80)          | Europa, Japan                  | EL            |
| 1981–1983 | SY         | Hatchback  | 1590 cm³ | 59 (80)          | Europa, Japan                  | EL            |
| 1981–1983 | SZ         | Hatchback  | 1750 cm³ | 71 (97)          | Japan, USA, Vereinigte Emirate | EK            |
| 1983–1985 | AC         | Stufenheck | 1598 cm³ | 65 (88)          | Europa, USA                    | EZ            |
| 1983–1985 | AC         | Hatchback  | 1598 cm³ | 65 (88)          | Europa, USA                    | EZ            |
| 1983–1985 | AD         | Stufenheck | 1830 cm³ | 74 (101)         | Europa, USA                    | ET PGM-FI     |
| 1983–1985 | AD         | Hatchback  | 1830 cm³ | 74 (101)         | Europa, USA                    | ET PGM-FI     |